# Nord sud ovest est
Nord sud ovest est è il secondo album in studio degli 883, pubblicato nel 1993.
È l'ultimo album realizzato e scritto insieme da Max Pezzali e Mauro Repetto, e contiene l'unica ballad del duo, la celebre Come mai. A tal riguardo Pezzali qualche annò dopo dichiarò che aveva dei dubbi se inserire o meno il brano nella track-list ma alla fine si decise di sì, su insistenza di Claudio Cecchetto. Il primo singolo estratto fu Sei un mito, che balzò subito al primo posto nella classifica singoli, seguito da altri grandissimi successi come Nord sud ovest est, la citata Come mai e Rotta x casa di Dio. 
Vendette 1 400 000 copie più 130 000 VHS, risultando l'album più venduto di quell'anno. Rimase in testa alle classifiche per 14 settimane di seguito e vinse il Festivalbar 1993 nella sezione album. A seguito della riedizione in vinile del giugno 2023 e del successo della serie-evento Hanno ucciso l'Uomo Ragno, dell'anno seguente, l'album è tornato ciclicamente in classifica fimi, con un picco al numero 18, oltre 30 anni dopo la sua uscita originale.

## Tracce
Testi di Mauro Repetto, musiche di Max Pezzali, eccetto dove indicato.
1. Il pappagallo – 3:36
2. Sei un mito – 5:06
3. Non ci spezziamo – 3:05 (testo: Repetto, Marco Guarnerio – musica: Pezzali, Pier Paolo Peroni)
4. Come mai – 4:15
5. Rotta x casa di Dio – 4:52
6. Nord sud ovest est – 4:30
7. Ma perché – 3:24
8. Weekend – 3:47
9. Cumuli – 4:59
10. Nella notte – 4:20

Tracce bonus nell'Edizione Straordinaria del 2000
1. Aeroplano – 4:25
2. L'ultimo bicchiere (Demo Version) – 3:19
3. Sei un mito (Stefano Secchi Remix) – 3:46
4. Come mai (Bliss Team Remix) – 6:07
5. Nord sud ovest est (Datura Sonora Remix) – 5:33
6. Nella notte (Molella Remix) – 5:12

## Formazione
883
- Max Pezzali – voce
- Mauro Repetto – voce secondaria, sequencer

Altro personale
- Marco Guarnerio – produzione, arrangiamenti, cori
- Pier Paolo Peroni – produzione, arrangiamenti
- Antonio Baglio – mastering
- Manuela Pedratti – cori
- Demo Morselli – tromba
- Roberto Mazin – sassofono
- Caterina Rappoccio – voce in Aeroplano

## Classifiche

### Classiche settimanali
| Classifica (1993) | Posizione massima |
| ----------------- | ----------------- |
| Europa            | 29                |
| Italia            | 1                 |
| Svizzera          | 17                |

### Classifiche di fine anno
| Classifica (1993) | Posizione |
| ----------------- | --------- |
| Europa            | 58        |
| Italia            | 1         |
| Classifica (2024) | Posizione |
| Italia            | 92        |